# Коулмонт (Теннессі)
Коулмонт (англ. Coalmont) — місто (англ. city) в США, в окрузі Ґранді штату Теннессі. Населення — 784 особи (2020).

## Географія
Коулмонт розташований за координатами 35°20′39″ пн. ш. 85°42′50″ зх. д. / 35.34417° пн. ш. 85.71389° зх. д. (35.344176, -85.713831).  За даними Бюро перепису населення США в 2010 році місто мало площу 15,75 км², з яких 15,40 км² — суходіл та 0,35 км² — водойми.

## Демографія
Згідно з переписом 2010 року, у місті мешкала 841 особа в 333 домогосподарствах у складі 241 родини. Густота населення становила 53 особи/км².  Було 380 помешкань (24/км²).
Расовий склад населення:
| - 97,7 % — білих - 0,4 % — корінних американців |

До двох чи більше рас належало 1,9 %. Частка іспаномовних становила 0,1 % від усіх жителів.
За віковим діапазоном населення розподілялося таким чином: 23,1 % — особи молодші 18 років, 57,8 % — особи у віці 18—64 років, 19,1 % — особи у віці 65 років та старші. Медіана віку мешканця становила 40,5 року. На 100 осіб жіночої статі у місті припадало 94,7 чоловіків;  на 100 жінок у віці від 18 років та старших — 89,2 чоловіків також старших 18 років.
Середній дохід на одне домашнє господарство  становив 52 568 доларів США (медіана — 25 862), а середній дохід на одну сім'ю — 71 337 доларів (медіана — 37 083). За межею бідності перебувало 28,0 % осіб, у тому числі 26,8 % дітей у віці до 18 років та 26,4 % осіб у віці 65 років та старших.
Цивільне працевлаштоване населення становило 233 особи. Основні галузі зайнятості: освіта, охорона здоров'я та соціальна допомога — 28,3 %, роздрібна торгівля — 20,6 %, виробництво — 11,6 %, мистецтво, розваги та відпочинок — 9,0 %.